# 그런
그런은 대한민국의 음악 그룹이다. 2018년 싱글 [Little by little]로 데뷔했다.

## 방송
- 락쿵 (2022) - Top18

## 음반
- Little by little (2018)
- 동화를 노래하다 (2019)
- 검은별 (2020)
- 락쿵 Semi Final Part 2 (2022)